# Bacher Rózsi
Bacher Rózsi, született Bacher Róza, férjezett Deli Antalné (Budapest, 1894. január 3. – Budapest, Józsefváros, 1952. szeptember 20.) magyar festő. Nagybátyjai Bacher Vilmos orientalista, rabbi és Bacher Emil közgazdász, nagyapja Bacher Simon héber költő, író volt. Bátyja Bacher Béla művészettörténész volt.

## Élete
Bacher Miksa Lajos (1855–1932) kereskedő és Schosberger Hermina (1863–1942) lánya. Tanulmányait Nagybányán kezdte. 1913–14-ben és 1917–18-ban a szabadiskolát látogatta, ahol Rippl-Rónai József, Réti István és Bornemissza Géza tanítványa volt. Az 1920-as években a Nagybányai művésztelepen dolgozott. 1924 és 1949 között öt alkalommal volt gyűjteményes kiállítása tájképekből, figurális képekből, arcképekből, rajzokból, akvarellekből és rézkarcokból. Több műve a Magyar Nemzeti Galériaban található.

## Magánélete
Férje Deli Antal festőművész volt, akivel 1925. január 29-én Budapesten, a Terézvárosban kötött házasságot. 1933-ban felvette férje vallását, áttért a római katolikus hitre.